# Boswil
Boswil é uma comuna da Suíça, no Cantão Argóvia, com cerca de 2.260 habitantes. Estende-se por uma área de 11,78 km², de densidade populacional de 192 hab/km². Confina com as seguintes comunas: Aristau, Besenbüren, Bettwil, Bünzen, Buttwil, Kallern, Muri, Waltenschwil.
A língua oficial nesta comuna é o Alemão.